# Ramón Guardiola
Ramón Guardiola Sáenz (Granada, 1 de febrero de 1944) es un exjugador de baloncesto español. Con 1.92 de estatura, su puesto natural en la cancha era el de escolta.  

## Trayectoria
Se inicia en el mundo del baloncesto en el Colegio Maristas de Granada, después jugaría entre otros en las secciones de básquet del Granada CF, CD Málaga y Sevilla FC, después de disolverse la sección de básquet del equipo hispalense, ficha por el Real Madrid, equipo donde juega durante tres años (del 1966 al 1969) consiguiendo multitud de títulos. Después de su etapa merengue, concluida en 1969, y cuando tenía serias opciones de fichar por el FC Barcelona, se tuvo  que retirar de la práctica activa del baloncesto con sólo 25 años (pues nació en 1944). Fue debido en principio a una artrosis en la columna vertebral, aunque luego se demostró que presentaba también una afección cardiaca. Después de retirarse ejercería de entrenador en el Universitario de Granada y como entrenador ayudante de Lolo Sainz en el Real Madrid. 

El Ayuntamiento de Granada en reconocimiento de sus logros deportivos renombra una calle con su nombre: Calle Ramón Guardiola.

## Internacionalidades
Fue internacional con España en 23 ocasiones
. Participó en los siguientes eventos:
- Juegos Mediterráneos de 1967: 6 posición.
- Eurobasket 1967: 10 posición.